# Ammophila atripes
Ammophila atripes es una especie de avispa del género Ammophila, familia Sphecidae.

## Taxonomía
Fue descrito por primera vez en 1852 por F. Smith. 